# Ecnomus tridens
Ecnomus tridens är en nattsländeart som beskrevs av G. Marlier 1958. Ecnomus tridens ingår i släktet Ecnomus och familjen trattnattsländor. Inga underarter finns listade i Catalogue of Life.